# Aechmea candida
Aechmea candida е вид растение от семейство Бромелиеви (Bromeliaceae).

## Разпространение
Разпространен е в Бразилия.